# تمزق النواة
تمزق النواة ( Karyorrhexis ) هو التفتت المدمر لنواة الخلية التي تكون على وشك الموت، حيث يُوزع كروماتينها بشكل غير منتظم في جميع أنحاء السيتوبلازم.  وعادة ما يسبقه عملية التغلظ ويمكن أن يحدث نتيجة إما موت الخلايا المبرمج أو الشيخوخة الخلوية أو النخر.

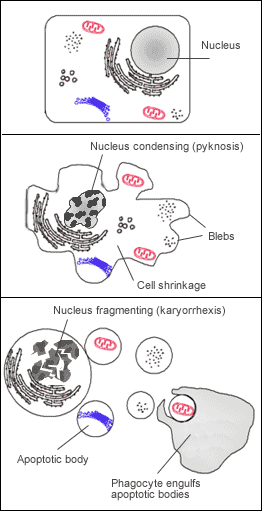
الاستماتة (موت الخلايا المبرمج)

في موت الخلايا المبرمج، يُجرى انقسام الحمض النووي بواسطة النوكليازات الداخلية المعتمدة على. Ca2 + و Mg2 +

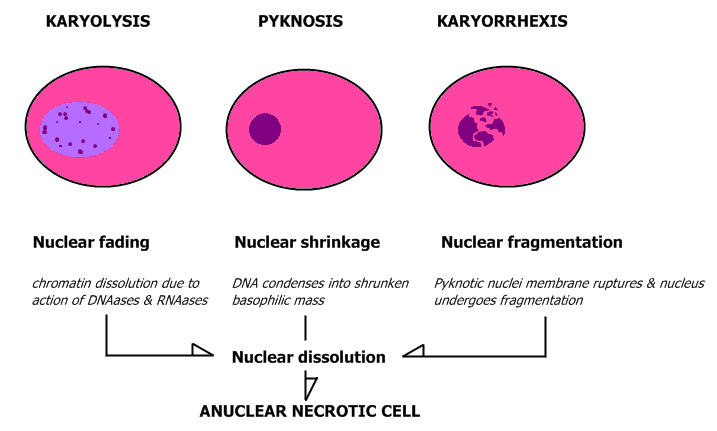
الخصائص المورفولوجية لأشكال مختلفة من تدمير النواة.
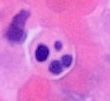
تمزق نواة خلية متعادلة معرضة للاستماتة صبغة H&E